# Maximilian von Stephanitz
Max von Stephanitz ( 30 de diciembre de 1864 – 22 de abril de 1936), fue capitán de caballería del ejército alemán, es considerado el padre de la raza canina del pastor alemán, siendo el primer ejemplar inscrito Horand von Grafath, un animal vigoroso, de firme carácter, pelaje grisáceo y aspecto lobuno.
El pastor alemán, fruto de cruces entre pastores de Turingia y Württemberg, fue creado para guarda y protección de los rebaños de carneros contra los lobos. Más tarde, tras la aparición de la Asociación de Amigos del Pastor Alemán en 1899, se inició una selección de ejemplares cuyos cruces mejoraron tanto el aspecto psíquico como físico del animal.